# San Marino na Eurovision Song Contest
San Marino se zúčastnilo 15 ročníků soutěže Eurovision Song Contest, poprvé v roce 2008 a poté nepřetržitě od roku 2011. V letech 2009 a 2010 se země neúčastnila z finančních důvodů. V prvních čtyřech ročnících San Marino ani jednou nepostoupilo do finále, první finalistkou se v roce 2014 stala Valentina Monetta, která se účastnila i předchozích dvou ročníků a stala se tak prvním interpretem od 60. let, který vystupoval třikrát za sebou. Poté San Marino reprezentovala ještě jednou v roce 2017. V roce 2019 do finále postoupil Serhat, který s písní „Say Na Na Na“ zemi zajistil dosud nejlepší umístění v soutěži – 19. místo se 77 body. Do finále se probojovali ještě Senhit v roce 2021 a Gabry Ponte v roce 2025.
San Marino jako jediná země neumožňuje během soutěže hlasování diváků, jelikož využívá italskou telefonní síť a nemá dostatek obyvatel, nebylo by tak možné splnit stanovený minimální počet hlasů, který musí být podle EVU překročen, aby bylo možné hlasy započítat.

## Výsledky
| Rok                           | Interpret                          | Píseň                     | Jazyk                  | Finále        | Finále        | Semifinále    | Semifinále    |
| Rok                           | Interpret                          | Píseň                     | Jazyk                  | Pořadí        | Body          | Pořadí        | Body          |
| ----------------------------- | ---------------------------------- | ------------------------- | ---------------------- | ------------- | ------------- | ------------- | ------------- |
| 2008                          | Miodio                             | „Complice“                | italština              | nepostup      | nepostup      | 19.           | 5             |
| bez účasti v letech 2009–2010 |                                    |                           |                        |               |               |               |               |
| 2011                          | Senhit                             | „Stand By“                | angličtina             | nepostup      | nepostup      | 16.           | 34            |
| 2012                          | Valentina Monetta                  | „The Social Network Song“ | angličtina             | nepostup      | nepostup      | 14.           | 31            |
| 2013                          | Valentina Monetta                  | „Crisalide (Vola)“        | italština              | nepostup      | nepostup      | 11.           | 47            |
| 2014                          | Valentina Monetta                  | „Maybe“                   | angličtina             | 24.           | 14            | 10.           | 40            |
| 2015                          | Michele Perniola a Anita Simoncini | „Chain of Lights“         | angličtina             | nepostup      | nepostup      | 16.           | 11            |
| 2016                          | Serhat                             | „I Didn't Know“           | angličtina             | nepostup      | nepostup      | 12.           | 68            |
| 2017                          | Valentina Monetta a Jimmie Wilson  | „Spirit of the Night“     | angličtina             | nepostup      | nepostup      | 18.           | 1             |
| 2018                          | Jessika feat. Jenifer Brening      | „Who We Are“              | angličtina             | nepostup      | nepostup      | 17.           | 28            |
| 2019                          | Serhat                             | „Say Na Na Na“            | angličtina             | 19.           | 77            | 8.            | 150           |
| 2020                          | Senhit                             | „Freaky!“                 | angličtina             | ročník zrušen | ročník zrušen | ročník zrušen | ročník zrušen |
| 2021                          | Senhit                             | „Adrenalina“              | angličtina             | 22.           | 50            | 9.            | 118           |
| 2022                          | Achille Lauro                      | „Stripper“                | italština, angličtina  | nepostup      | nepostup      | 14.           | 50            |
| 2023                          | Piqued Jacks                       | „Like an Animal“          | angličtina             | nepostup      | nepostup      | 16.           | 0             |
| 2024                          | Megara                             | „11:11“                   | španělština, italština | nepostup      | nepostup      | 14.           | 16            |
| 2025                          | Gabry Ponte                        | „Tutta l'Italia“          | italština              | 26.           | 27            | 10.           | 46            |

| Legenda | Legenda                              |
| ------- | ------------------------------------ |
| ◁       | poslední místo                       |
| X       | interpret vybrán, ale nezúčastnil se |

## Galerie

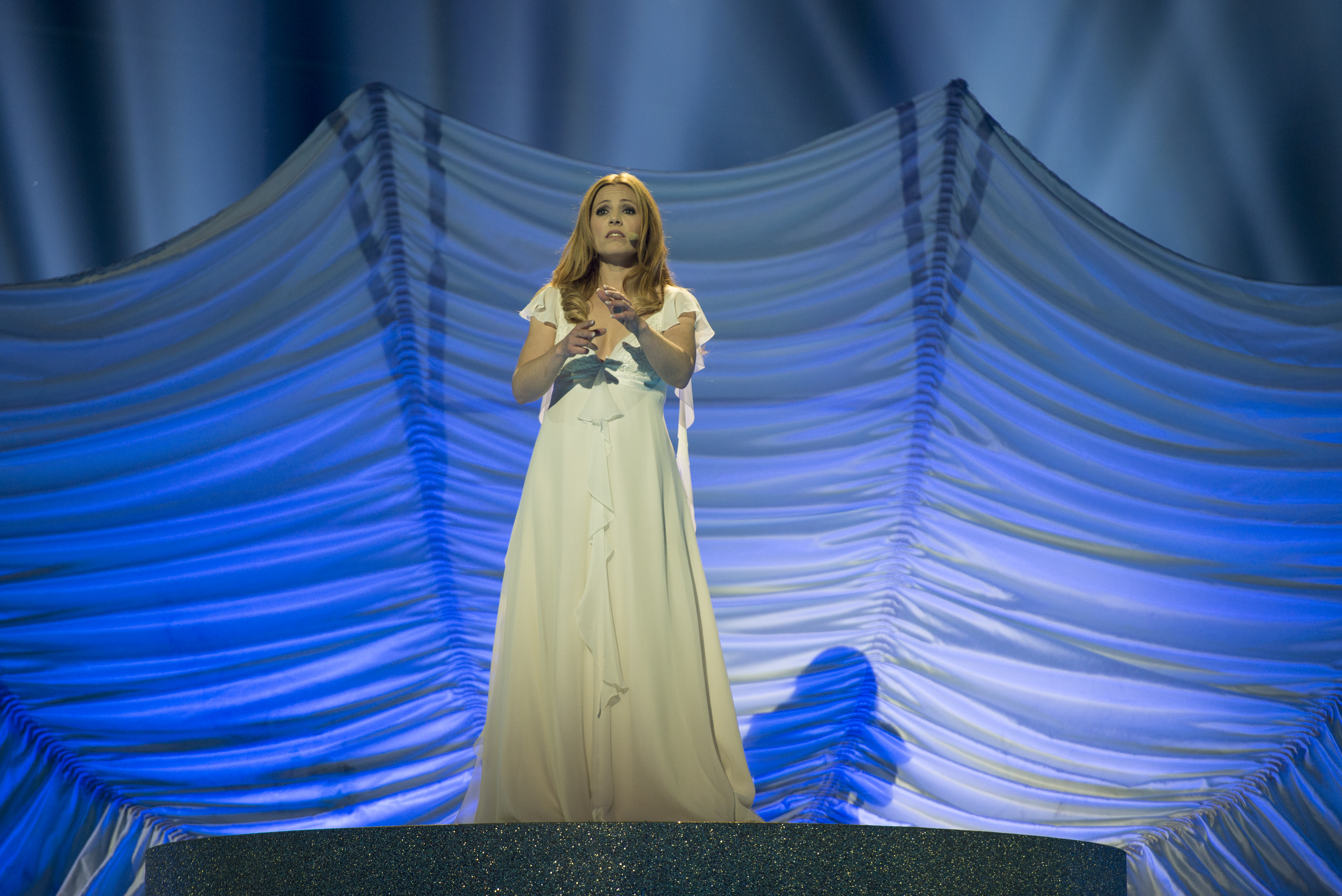
Valentina Monetta v Kodani (2014)
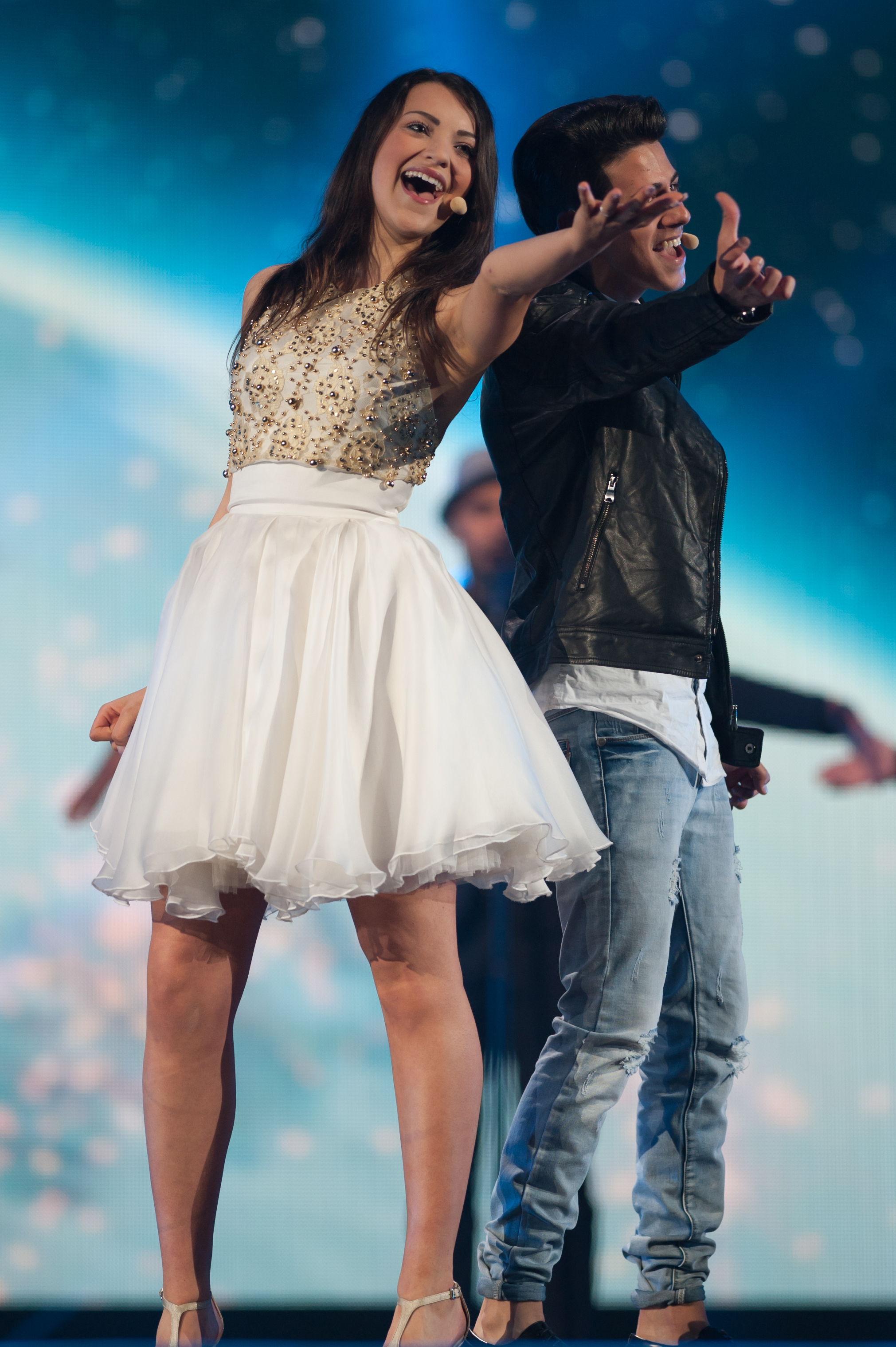
Michele Perniola a Anita Simoncini ve Vídni (2015)
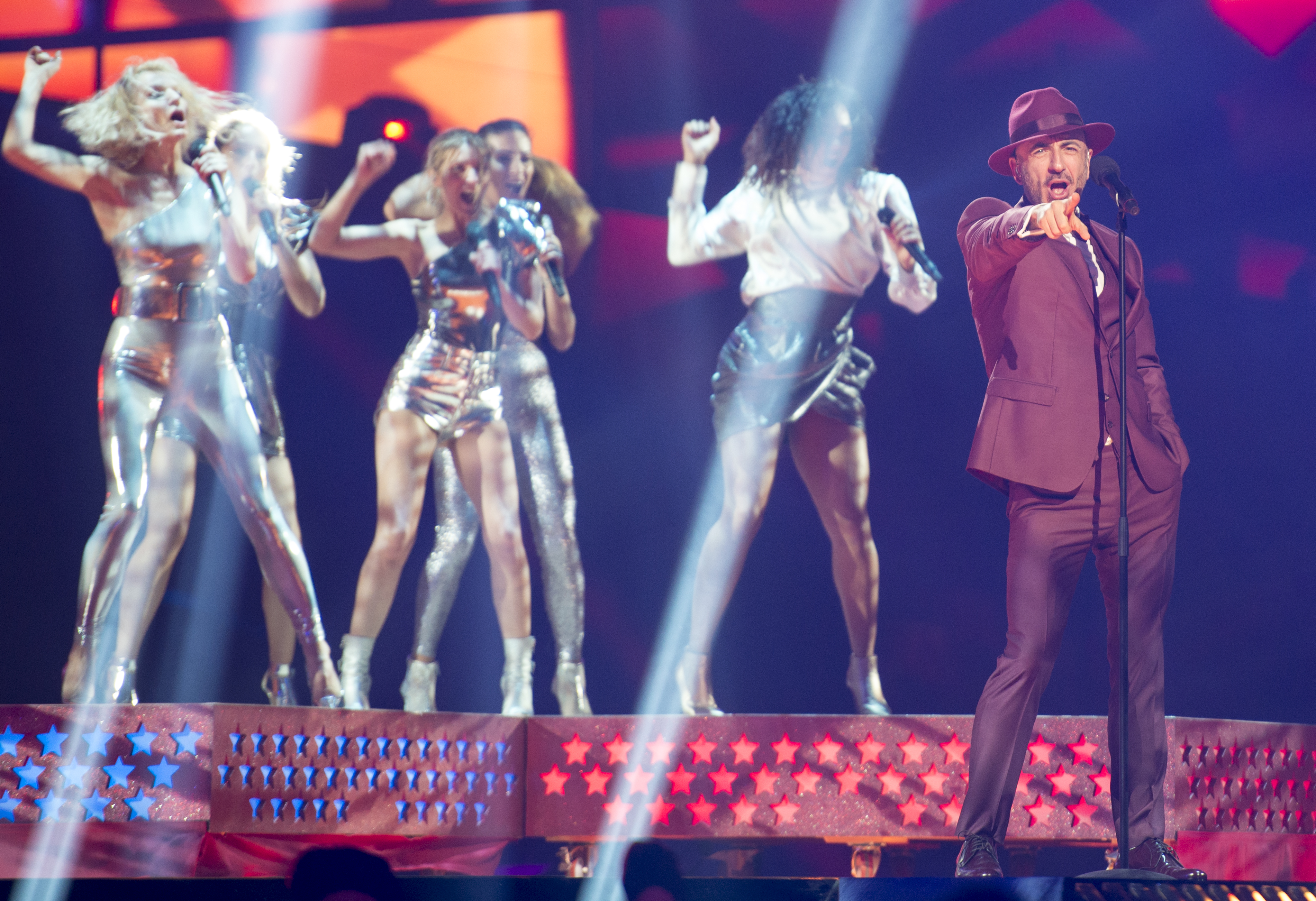
Serhat ve Stockholmu (2016)
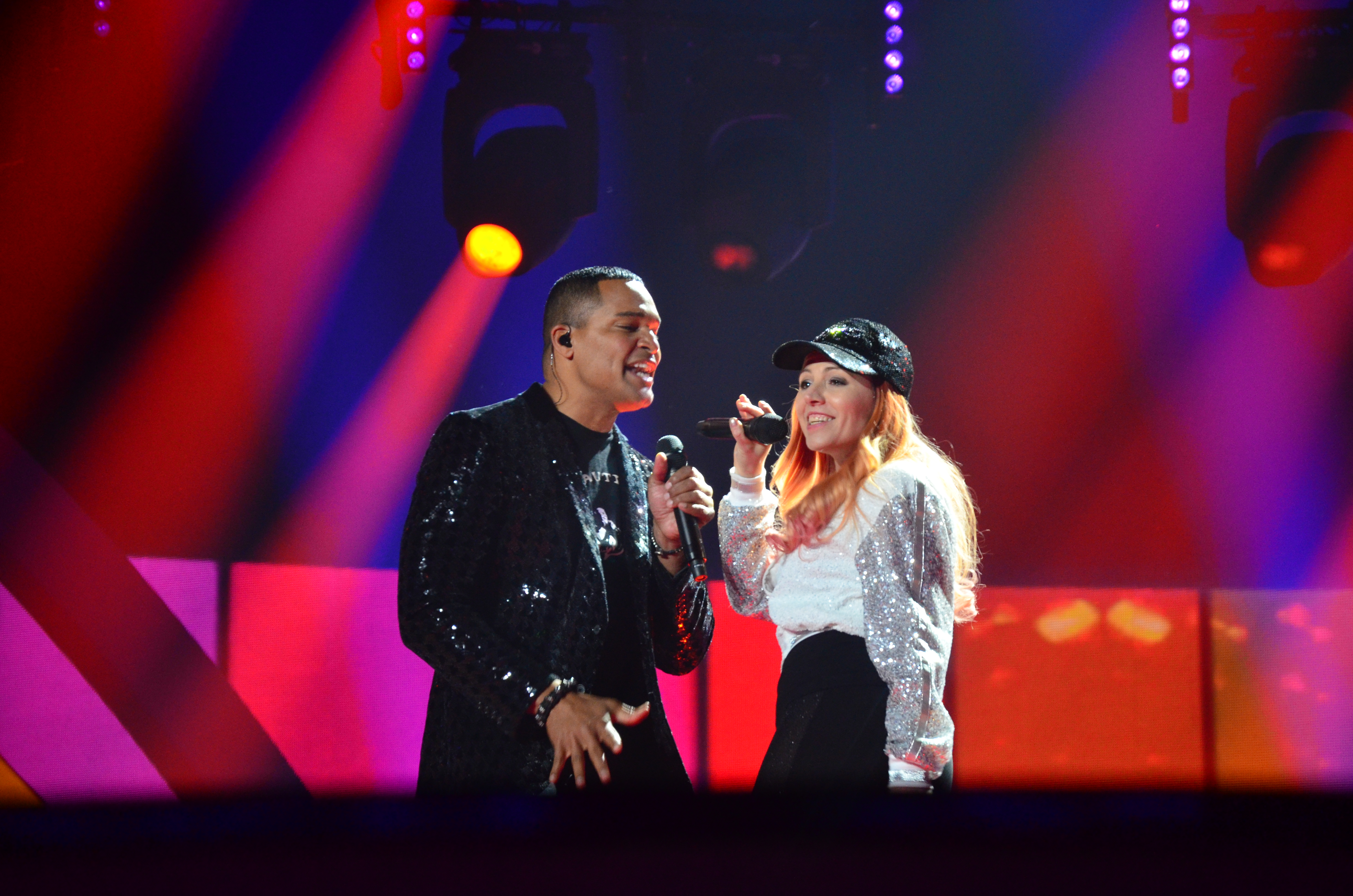
Valentina Monetta a Jimmie Wilson v Kyjevě (2017)
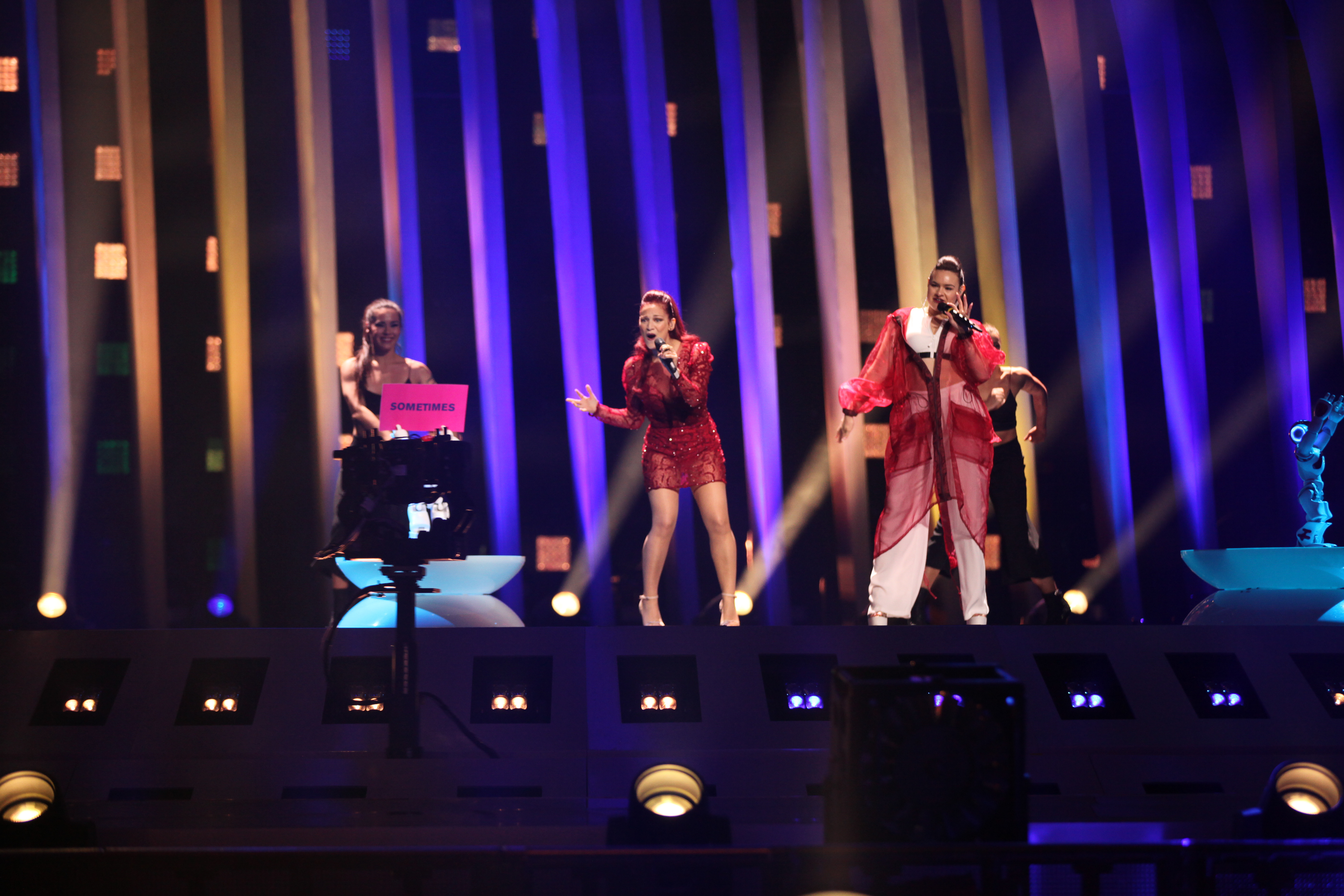
Jessika a Jenifer Brening v Lisabonu (2018)
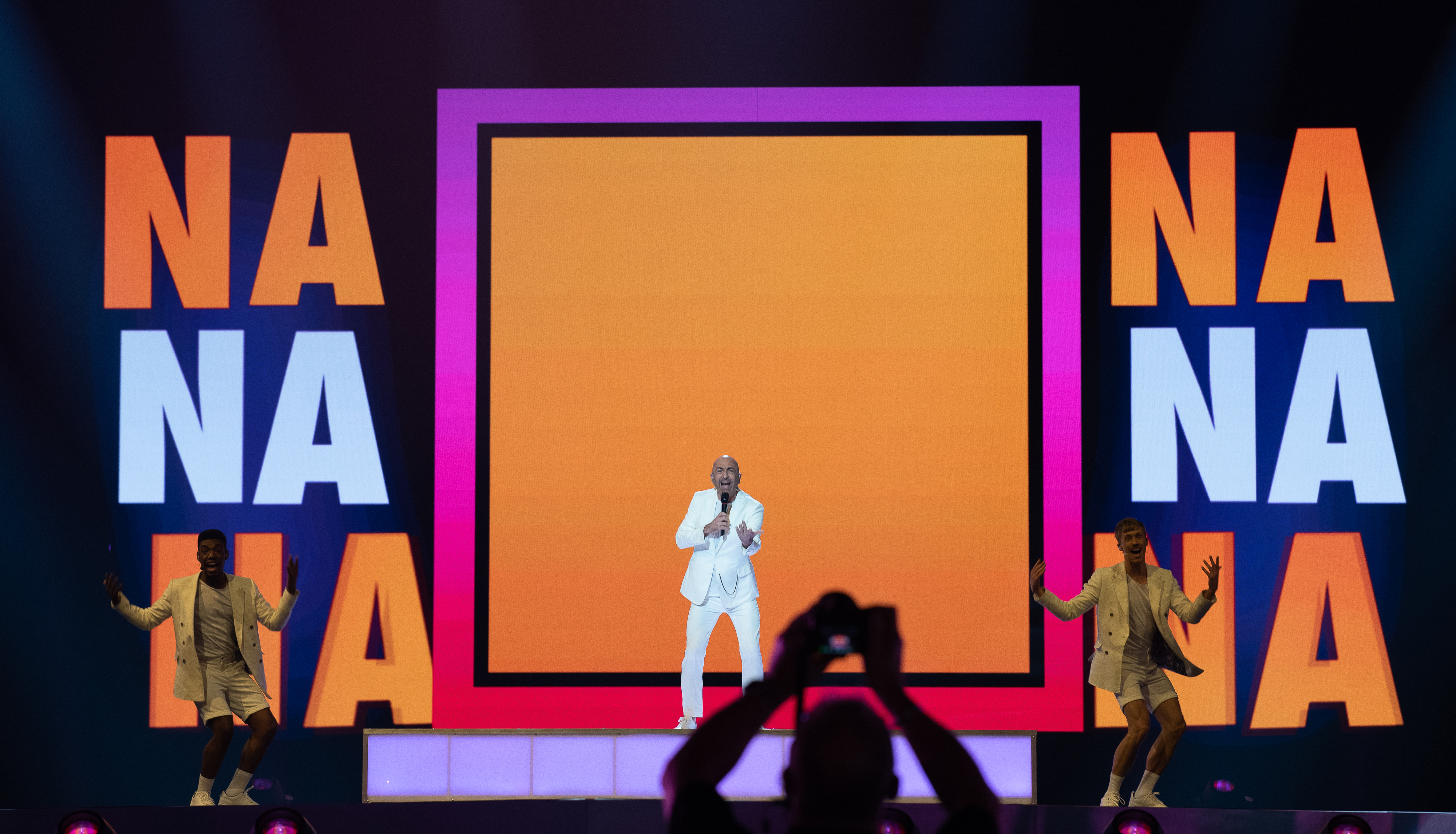
Serhat v Tel Avivu (2019)
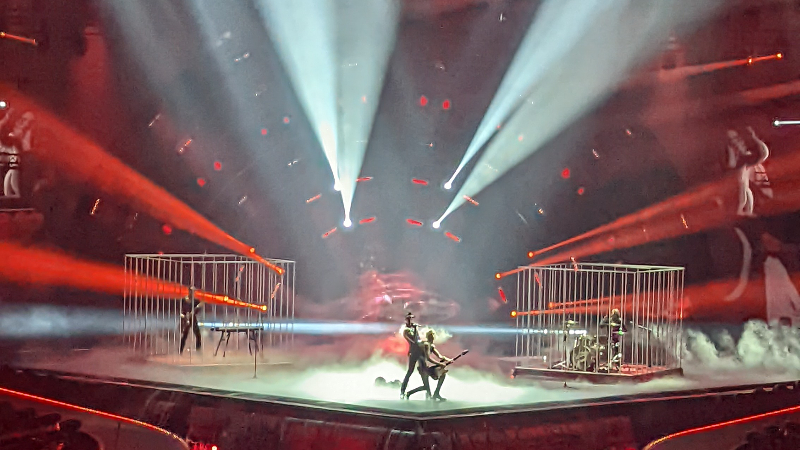
Achille Lauro v Turíně (2022)
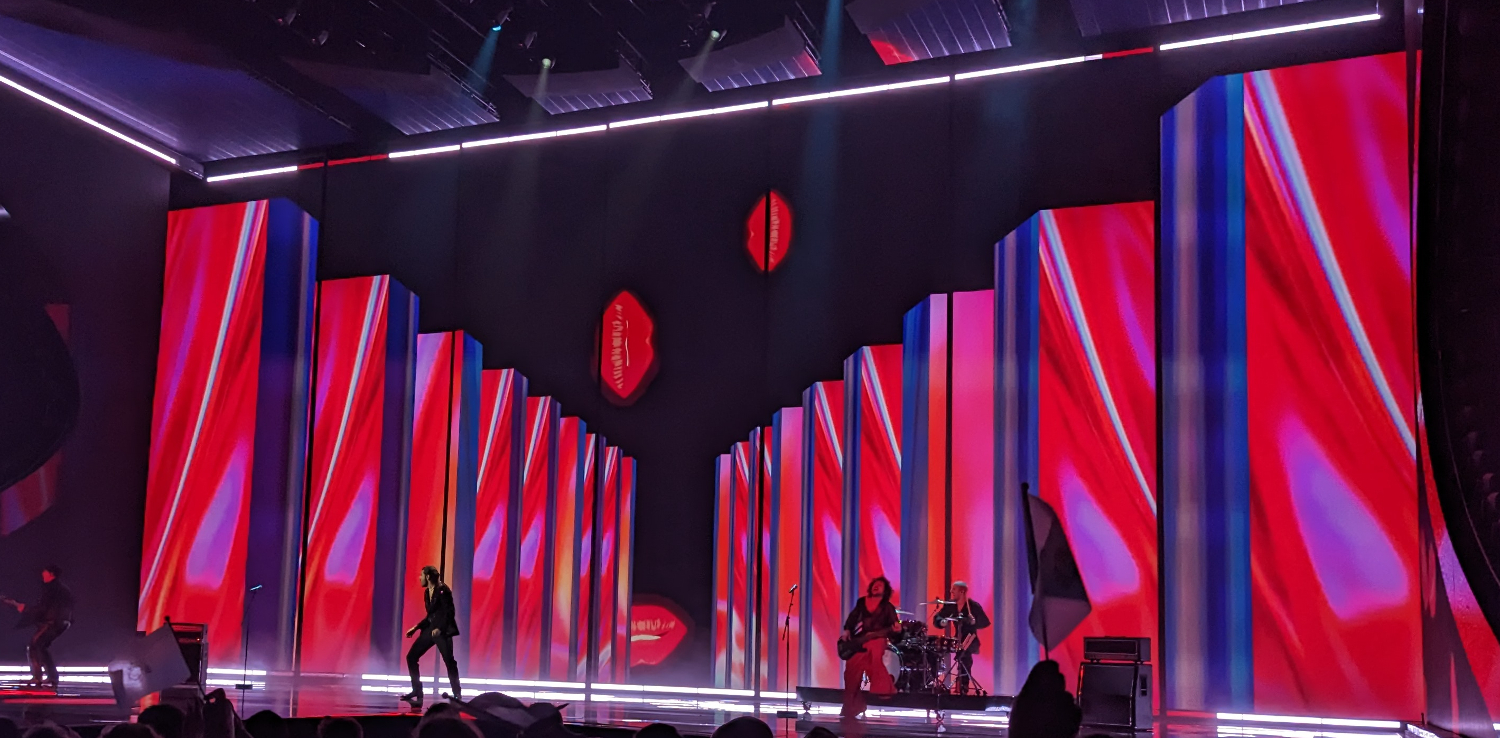
Piqued Jacks v Liverpoolu (2023)
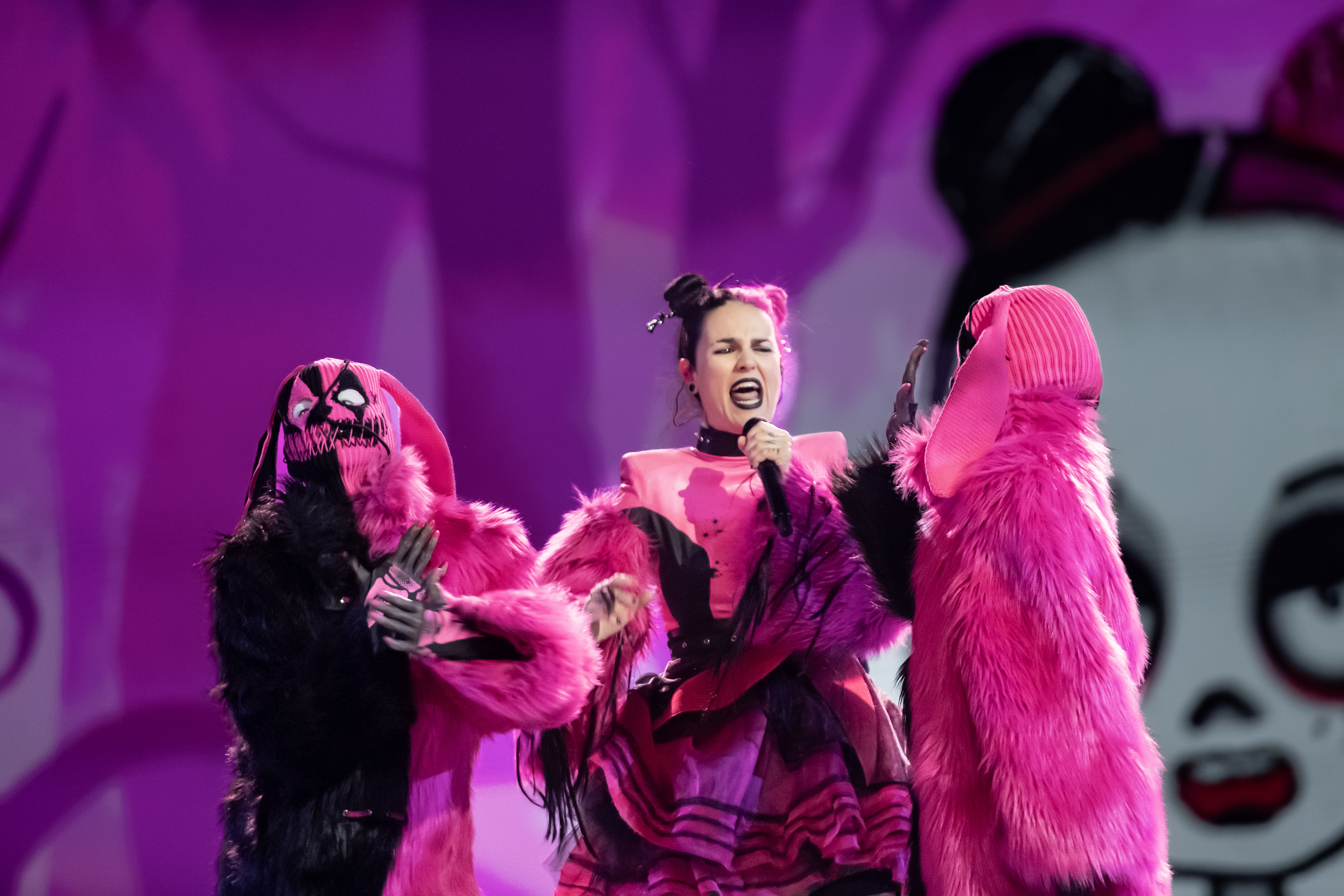
Megara v Malmö (2024)
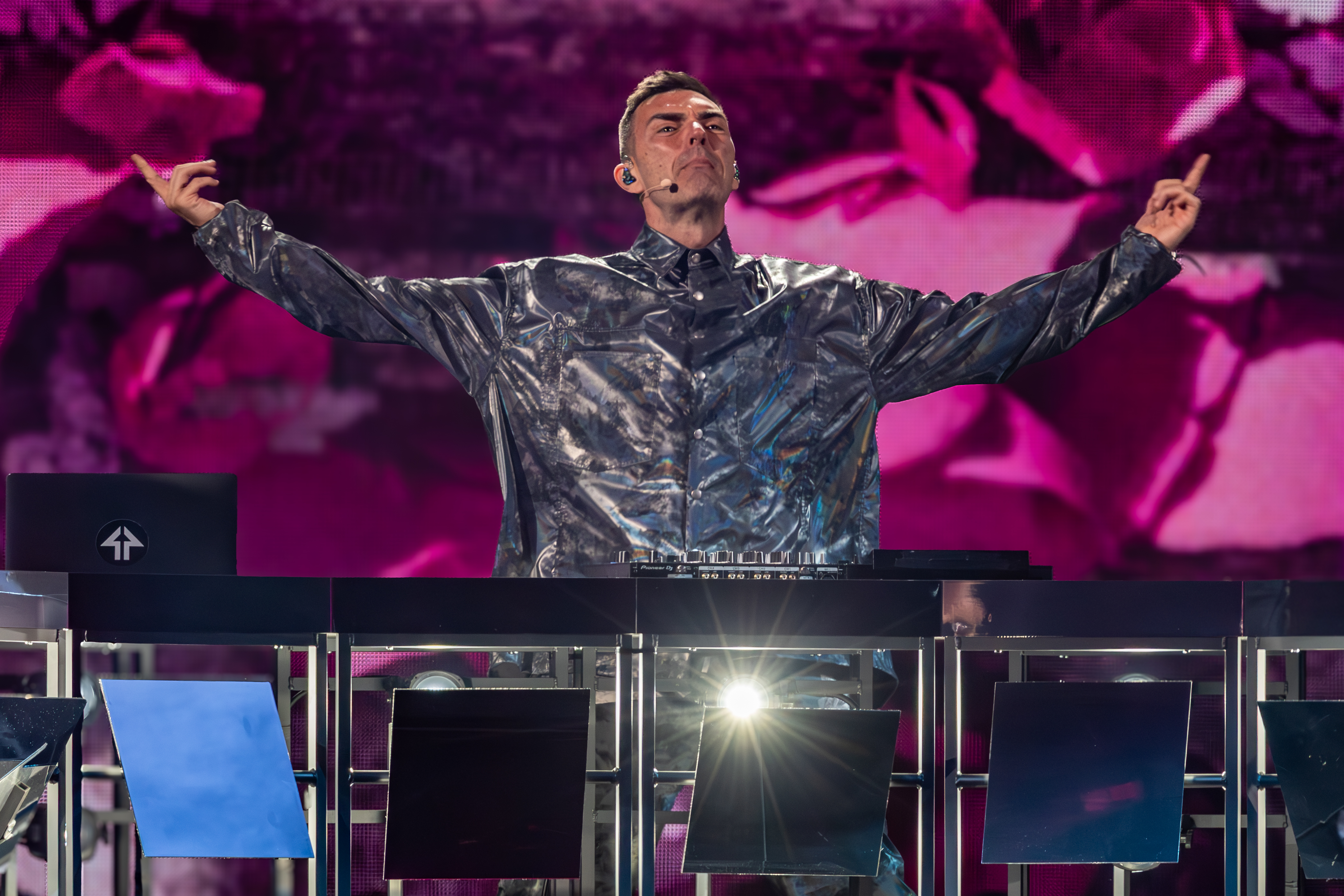
Gabry Ponte v Basileji (2025)